# Лопужовка
Лопужовка, Лапужевка — река в России, протекает по Наровчатскому району Пензенской области. Устье реки находится в 0,2 км от устья реки Шелдаис по левому берегу. Длина реки составляет 16 км, площадь водосборного бассейна — 67,4 км².
Исток реки в 10 км к северо-западу от села Наровчат. Река течёт на восток, затем на юго-восток. На реке организован каскад небольших запруд. Протекает деревню Шиловка, нижнее течение проходит по селу Наровчат, на южной окраине которого Лопужовка впадает в Шелдаис.

## Данные водного реестра
По данным государственного водного реестра России относится к Окскому бассейновому округу, водохозяйственный участок реки — Мокша от истока до водомерного поста города Темников, речной подбассейн реки — Мокша. Речной бассейн реки — Ока.
Код объекта в государственном водном реестре — 09010200112110000027278.